# Kalijati Barat
Kalijati Barat is een dorp (desa) in het regentschap Subang van de provincie West-Java, Indonesië. Kalijati Barat telt 11.863 inwoners (volkstelling 2010).
Binnen de dorpsgrenzen van Kalijati Barat ligt de helikopterbasis Pangkalan Udara Suryadarma van het Indonesische leger. Dit was onder de naam Vliegbasis Kalidjati in 1916 het allereerste vliegveld van Nederlands-Indië.
1. ↑  Het begin van de luchtvaart in Nederlands-Indië. In de Archipel (17 januari 2018). Gearchiveerd op 4 april 2018. Geraadpleegd op 4 april 2018.